# Comuna Marksove, Nemîriv
Marksove (în ucraineană Марксове) este o comună în raionul Nemîriv, regiunea Vinnița, Ucraina, formată din satele Iastrubîha și Marksove (reședința).

## Demografie
Componența lingvistică a satului Marksove
     Ucraineană (98,94%)
     Alte limbi (1,05%)
Conform recensământului din 2001, majoritatea populației satului Marksove era vorbitoare de ucraineană (98,94%), existând în minoritate și vorbitori de alte limbi.